# Großer Preis der USA 1989
Der Große Preis der USA 1989 (offiziell XXVI Iceberg United States Grand Prix) fand am 4. Juni auf dem Phoenix Street Circuit in Phoenix statt und war das fünfte Rennen der Formel-1-Weltmeisterschaft 1989.

## Berichte

### Hintergrund
Am Wochenende nach dem Großen Preis von Mexiko fand der US-Grand-Prix erstmals auf einem Straßenkurs in Phoenix in Arizona statt. Der Kurs erwies sich als vergleichsweise unspektakulär. Zudem fanden sich nur rund 32.000 Zuschauer ein.
Mit Ayrton Senna (zweimal) trat ein ehemaliger Sieger zu diesem Grand Prix an.

### Training
Senna sicherte sich seine fünfte Pole-Position des Jahres am fünften Rennwochenende. Er absolvierte als einziger in beiden Qualifikationstrainings Runden mit Durchschnittsgeschwindigkeiten über 150 km/h. Zum vierten Mal in Folge belegte sein Teamkollege Alain Prost den zweiten Platz der Trainingswertung. Alessandro Nannini und Nigel Mansell bildeten die zweite Startreihe vor Martin Brundle und Alex Caffi.

### Rennen
Die Reihenfolge der ersten vier blieb nach dem Start zunächst unverändert. In der dritten Runde fiel allerdings Nannini auf den achten Rang zurück, nachdem er seinen Benetton B188 aufgrund von Handlingproblemen in eine Notausfahrt hatte steuern müssen. Nach zehn Runden gab er das Rennen auf. In der 20. Runde wurde Maurício Gugelmin disqualifiziert, da er entgegen der Vorschriften Bremsflüssigkeit nachgefüllt hatte.
Durch technisch bedingte Ausfälle von Senna und Mansell gelangte Prost in Runde 34 an die Spitze. Auf dem zweiten Rang folgte Caffi. Gerhard Berger, der vom Ausfall beider Brabham-Pilote profitierte, lag zu diesem Zeitpunkt auf dem dritten Rang. Caffi kollidierte nach einem Boxenstopp mit seinem eigenen Teamkollegen Andrea de Cesaris, als er diesen überrunden wollte, und schied aus.
Da auch Berger ab der 50. Runde zunächst zurückfiel und schließlich ausschied, belegte am Ende Riccardo Patrese den zweiten Platz hinter Prost. Eddie Cheever beendete sein Heimrennen als Dritter vor dem vom letzten Platz aus gestarteten Christian Danner, der als Vierter das beste Ergebnis seiner Formel-1-Karriere erreichte. Für Danner und sein Team Rial sollten es die letzten Punkte sein, die sie einfuhren. Es folgten Johnny Herbert und Thierry Boutsen auf den Plätzen fünf und sechs.
Die sengende Hitze der Wüste machte dieses Rennen für die Teams und Fahrer sehr schwierig. Von den 26 gestarteten Fahrern kamen nur 6 ins Ziel.

#### Nach dem Rennen
Vor dem Rennen gab es aufgrund des zu erwartenden heißen Wetters Bestrebungen, die Anzahl der Rennrunden von 81 auf 70 zu reduzieren, und nachdem die Trainingszeiten bekannt gegeben hatten, würde das Rennen wahrscheinlich die Zwei-Stunden-Marke erreichen, lange bevor die geplante Rundenzahl erreicht war. Da die Strecke fast die gleiche Länge hat wie der Adelaide Street Circuit, der für den Großen Preis von Australien genutzt wurde, wurde prognostiziert, dass die Rundenzeiten bei etwa 1:15 bis 1:20 liegen würden. Allerdings waren die Qualifikationszeiten rund 15 Sekunden langsamer. Ken Tyrrell war der einzige Teamchef, der sich weigerte, das Dokument zu unterzeichnen, das eine Verkürzung der Renndauer ermöglicht hätte. Im Rennen verlor Jonathan Palmer einen sicheren vierten Platz, als seinem Tyrrell 018 in Runde 69 der Treibstoff ausging. Wäre das Rennen nach 70 Runden abgebrochen worden, wäre Palmer Vierter geworden, nachdem er bereits von Prost überrundet worden war, anstatt keinen Treibstoff mehr zu haben wird als 9. und Letzter gewertet.

## Meldeliste
| Team                            | Nr. | Fahrer                | Chassis         | Motor                    | Reifen |
| ------------------------------- | --- | --------------------- | --------------- | ------------------------ | ------ |
| Honda Marlboro McLaren          | 01  | Ayrton Senna          | McLaren MP4/5   | Honda RA109E 3.5 V10     | G      |
| Honda Marlboro McLaren          | 02  | Alain Prost           | McLaren MP4/5   | Honda RA109E 3.5 V10     | G      |
| Tyrrell Racing Organisation     | 03  | Jonathan Palmer       | Tyrrell 018     | Ford Cosworth DFR 3.5 V8 | G      |
| Tyrrell Racing Organisation     | 04  | Michele Alboreto      | Tyrrell 018     | Ford Cosworth DFR 3.5 V8 | G      |
| Canon Williams Team             | 05  | Thierry Boutsen       | Williams FW12C  | Renault RS1 3.5 V10      | G      |
| Canon Williams Team             | 06  | Riccardo Patrese      | Williams FW12C  | Renault RS1 3.5 V10      | G      |
| Motor Racing Developments       | 07  | Martin Brundle        | Brabham BT58    | Judd EV 3.5 V8           | P      |
| Motor Racing Developments       | 08  | Stefano Modena        | Brabham BT58    | Judd EV 3.5 V8           | P      |
| Arrows Grand Prix International | 09  | Derek Warwick         | Arrows A11      | Ford Cosworth DFR 3.5 V8 | G      |
| Arrows Grand Prix International | 10  | Eddie Cheever         | Arrows A11      | Ford Cosworth DFR 3.5 V8 | G      |
| Camel Team Lotus                | 11  | Nelson Piquet         | Lotus 101       | Judd CV 3.5 V8           | G      |
| Camel Team Lotus                | 12  | Satoru Nakajima       | Lotus 101       | Judd CV 3.5 V8           | G      |
| Leyton House March Racing Team  | 15  | Maurício Gugelmin     | March CG891     | Judd CV 3.5 V8           | G      |
| Leyton House March Racing Team  | 16  | Ivan Capelli          | March CG891     | Judd CV 3.5 V8           | G      |
| Osella Squadra Corse            | 17  | Nicola Larini         | Osella FA1M     | Ford Cosworth DFR 3.5 V8 | P      |
| Osella Squadra Corse            | 18  | Piercarlo Ghinzani    | Osella FA1M     | Ford Cosworth DFR 3.5 V8 | P      |
| Benetton Formula Ltd            | 19  | Alessandro Nannini    | Benetton B188   | Ford Cosworth DFR 3.5 V8 | G      |
| Benetton Formula Ltd            | 20  | Johnny Herbert        | Benetton B188   | Ford Cosworth DFR 3.5 V8 | G      |
| BMS Scuderia Italia             | 21  | Alex Caffi            | Dallara BMS 189 | Ford Cosworth DFR 3.5 V8 | P      |
| BMS Scuderia Italia             | 22  | Andrea de Cesaris     | Dallara BMS 189 | Ford Cosworth DFR 3.5 V8 | P      |
| Minardi Team SpA                | 23  | Pierluigi Martini     | Minardi M189    | Ford Cosworth DFR 3.5 V8 | P      |
| Minardi Team SpA                | 24  | Luis Pérez-Sala       | Minardi M189    | Ford Cosworth DFR 3.5 V8 | P      |
| Ligier Loto                     | 25  | René Arnoux           | Ligier JS33     | Ford Cosworth DFR 3.5 V8 | G      |
| Ligier Loto                     | 26  | Olivier Grouillard    | Ligier JS33     | Ford Cosworth DFR 3.5 V8 | G      |
| Scuderia Ferrari SpA SEFAC      | 27  | Nigel Mansell         | Ferrari 640     | Ferrari 035/5 3.5 V12    | G      |
| Scuderia Ferrari SpA SEFAC      | 28  | Gerhard Berger        | Ferrari 640     | Ferrari 035/5 3.5 V12    | G      |
| Équipe Larrousse                | 29  | Yannick Dalmas        | Lola LC89       | Lamborghini 3512 3.5 V12 | G      |
| Équipe Larrousse                | 30  | Philippe Alliot       | Lola LC89       | Lamborghini 3512 3.5 V12 | G      |
| Coloni SpA                      | 31  | Roberto Moreno        | Coloni FC188B   | Ford Cosworth DFR 3.5 V8 | P      |
| Coloni SpA                      | 32  | Pierre-Henri Raphanel | Coloni FC188B   | Ford Cosworth DFR 3.5 V8 | P      |
| EuroBrun Racing                 | 33  | Gregor Foitek         | EuroBrun ER188B | Judd CV 3.5 V8           | P      |
| West Zakspeed Racing            | 34  | Bernd Schneider       | Zakspeed 891    | Yamaha OX88 3.5 V8       | P      |
| West Zakspeed Racing            | 35  | Aguri Suzuki          | Zakspeed 891    | Yamaha OX88 3.5 V8       | P      |
| Moneytron Onyx Formula One      | 36  | Stefan Johansson      | Onyx ORE-1      | Ford Cosworth DFR 3.5 V8 | G      |
| Moneytron Onyx Formula One      | 37  | Bertrand Gachot       | Onyx ORE-1      | Ford Cosworth DFR 3.5 V8 | G      |
| Rial Racing                     | 38  | Christian Danner      | Rial ARC2       | Ford Cosworth DFR 3.5 V8 | G      |
| Rial Racing                     | 39  | Volker Weidler        | Rial ARC2       | Ford Cosworth DFR 3.5 V8 | G      |
| AGS Racing                      | 40  | Gabriele Tarquini     | AGS JH23B       | Ford Cosworth DFR 3.5 V8 | G      |
| AGS Racing                      | 41  | Joachim Winkelhock    | AGS JH23B       | Ford Cosworth DFR 3.5 V8 | G      |

## Klassifikationen

### Qualifying
| Pos. | Fahrer                | Konstrukteur     | Vorqualifikation | Vorqualifikation  | 1. Qualifikationstraining | 1. Qualifikationstraining | 2. Qualifikationstraining | 2. Qualifikationstraining | Start |
| Pos. | Fahrer                | Konstrukteur     | Zeit             | Ø-Geschwindigkeit | Zeit                      | Ø-Geschwindigkeit         | Zeit                      | Ø-Geschwindigkeit         | Start |
| ---- | --------------------- | ---------------- | ---------------- | ----------------- | ------------------------- | ------------------------- | ------------------------- | ------------------------- | ----- |
| 01   | Ayrton Senna          | McLaren-Honda    | –                | –                 | 1:30,108                  | 151,738 km/h              | 1:30,710                  | 150,731 km/h              | 01    |
| 02   | Alain Prost           | McLaren-Honda    | –                | –                 | 1:31,620                  | 149,234 km/h              | 1:31,517                  | 149,402 km/h              | 02    |
| 03   | Alessandro Nannini    | Benetton-Ford    | –                | –                 | 1:32,924                  | 147,140 km/h              | 1:31,799                  | 148,943 km/h              | 03    |
| 04   | Nigel Mansell         | Ferrari          | –                | –                 | 1:31,927                  | 148,735 km/h              | 1:33,383                  | 146,416 km/h              | 04    |
| 05   | Martin Brundle        | Brabham-Judd     | 1:32,293         | 148,146 km/h      | 1:32,750                  | 147,416 km/h              | 1:31,960                  | 148,682 km/h              | 05    |
| 06   | Alex Caffi            | Dallara-Ford     | 1:32,992         | 147,032 km/h      | 1:32,819                  | 147,306 km/h              | 1:32,160                  | 148,359 km/h              | 06    |
| 07   | Stefano Modena        | Brabham-Judd     | 1:33,924         | 145,573 km/h      | 1:34,267                  | 145,043 km/h              | 1:32,286                  | 148,157 km/h              | 07    |
| 08   | Gerhard Berger        | Ferrari          | –                | –                 | 1:33,697                  | 145,926 km/h              | 1:32,364                  | 148,032 km/h              | 08    |
| 09   | Michele Alboreto      | Tyrrell-Ford     | –                | –                 | 1:33,377                  | 146,426 km/h              | 1:32,491                  | 147,828 km/h              | 09    |
| 10   | Derek Warwick         | Arrows-Ford      | –                | –                 | 1:32,640                  | 147,591 km/h              | 1:32,492                  | 147,827 km/h              | 10    |
| 11   | Ivan Capelli          | March-Judd       | –                | –                 | 1:36,136                  | 142,224 km/h              | 1:32,493                  | 147,825 km/h              | 11    |
| 12   | Philippe Alliot       | Lola-Lamborghini | –                | –                 | 1:34,721                  | 144,348 km/h              | 1:32,562                  | 147,715 km/h              | 12    |
| 13   | Andrea de Cesaris     | Dallara-Ford     | –                | –                 | 1:33,061                  | 146,923 km/h              | 1:32,649                  | 147,576 km/h              | 13    |
| 14   | Riccardo Patrese      | Williams-Renault | –                | –                 | 1:34,523                  | 144,651 km/h              | 1:32,795                  | 147,344 km/h              | 14    |
| 15   | Pierluigi Martini     | Minardi-Ford     | –                | –                 | 1:34,794                  | 144,237 km/h              | 1:33,031                  | 146,970 km/h              | 15    |
| 16   | Thierry Boutsen       | Williams-Renault | –                | –                 | 1:35,227                  | 143,581 km/h              | 1:33,044                  | 146,950 km/h              | 16    |
| 17   | Eddie Cheever         | Arrows-Ford      | –                | –                 | 1:33,214                  | 146,682 km/h              | 1:33,361                  | 146,451 km/h              | 17    |
| 18   | Maurício Gugelmin     | March-Judd       | –                | –                 | 1:35,236                  | 143,568 km/h              | 1:33,324                  | 146,509 km/h              | 18    |
| 19   | Stefan Johansson      | Onyx-Ford        | 1:33,768         | 145,815 km/h      | 1:34,637                  | 144,476 km/h              | 1:33,370                  | 146,437 km/h              | 19    |
| 20   | Luis Pérez-Sala       | Minardi-Ford     | –                | –                 | 1:34,636                  | 144,478 km/h              | 1:33,724                  | 145,884 km/h              | 20    |
| 21   | Jonathan Palmer       | Tyrrell-Ford     | –                | –                 | 1:34,748                  | 144,307 km/h              | 1:33,741                  | 145,857 km/h              | 21    |
| 22   | Nelson Piquet         | Lotus-Judd       | –                | –                 | 1:33,745                  | 145,851 km/h              | 1:33,804                  | 145,759 km/h              | 22    |
| 23   | Satoru Nakajima       | Lotus-Judd       | –                | –                 | 1:35,188                  | 143,640 km/h              | 1:33,782                  | 145,793 km/h              | 23    |
| 24   | Gabriele Tarquini     | AGS-Ford         | –                | –                 | 1:34,455                  | 144,755 km/h              | 1:33,790                  | 145,781 km/h              | 24    |
| 25   | Johnny Herbert        | Benetton-Ford    | –                | –                 | 1:35,377                  | 143,355 km/h              | 1:33,806                  | 145,756 km/h              | 25    |
| 26   | Christian Danner      | Rial-Ford        | –                | –                 | 1:35,453                  | 143,241 km/h              | 1:33,848                  | 145,691 km/h              | 26    |
| DNQ  | Olivier Grouillard    | Ligier-Ford      | –                | –                 | 1:35,124                  | 143,737 km/h              | 1:34,153                  | 145,219 km/h              | –     |
| DNQ  | Roberto Moreno        | Coloni-Ford      | –                | –                 | 2:10,795                  | 104,536 km/h              | 1:34,352                  | 144,913 km/h              | –     |
| DNQ  | René Arnoux           | Ligier-Ford      | –                | –                 | 1:35,823                  | 142,688 km/h              | 1:34,798                  | 144,231 km/h              | –     |
| DNQ  | Yannick Dalmas        | Lola-Lamborghini | –                | –                 | 1:35,771                  | 142,766 km/h              | 1:35,496                  | 143,177 km/h              | –     |
| DNPQ | Piercarlo Ghinzani    | Osella-Ford      | 1:34,281         | 145,022 km/h      | –                         | –                         | –                         | –                         | –     |
| DNPQ | Pierre-Henri Raphanel | Coloni-Ford      | 1:35,110         | 143,758 km/h      | –                         | –                         | –                         | –                         | –     |
| DNPQ | Gregor Foitek         | EuroBrun-Judd    | 1:35,805         | 142,715 km/h      | –                         | –                         | –                         | –                         | –     |
| DNPQ | Nicola Larini         | Osella-Ford      | 1:36,470         | 141,731 km/h      | –                         | –                         | –                         | –                         | –     |
| DNPQ | Joachim Winkelhock    | AGS-Ford         | 1:36,498         | 141,690 km/h      | –                         | –                         | –                         | –                         | –     |
| DNPQ | Volker Weidler        | Rial-Ford        | 1:36,583         | 141,565 km/h      | –                         | –                         | –                         | –                         | –     |
| DNPQ | Bernd Schneider       | Zakspeed-Yamaha  | 1:36,610         | 141,526 km/h      | –                         | –                         | –                         | –                         | –     |
| DNPQ | Aguri Suzuki          | Zakspeed-Yamaha  | 1:37,776         | 139,838 km/h      | –                         | –                         | –                         | –                         | –     |
| DNPQ | Bertrand Gachot       | Onyx-Ford        | 1:45,530         | 129,563 km/h      | –                         | –                         | –                         | –                         | –     |

### Rennen
| Pos. | Fahrer             | Konstrukteur     | Runden | Stopps | Zeit        | Start | Schnellste Runde |
| ---- | ------------------ | ---------------- | ------ | ------ | ----------- | ----- | ---------------- |
| 01   | Alain Prost        | McLaren-Honda    | 75     | 0      | 2:01:33,133 | 02    | 1:34,957         |
| 02   | Riccardo Patrese   | Williams-Renault | 75     | 0      | + 39,696    | 14    | 1:35,973         |
| 03   | Eddie Cheever      | Arrows-Ford      | 75     | 0      | + 43,210    | 17    | 1:35,650         |
| 04   | Christian Danner   | Rial-Ford        | 74     | 0      | + 1 Runde   | 26    | 1:36,901         |
| 05   | Johnny Herbert     | Benetton-Ford    | 74     | 0      | + 1 Runde   | 25    | 1:37,287         |
| 06   | Thierry Boutsen    | Williams-Renault | 74     | 0      | + 1 Runde   | 16    | 1:35,526         |
| 07   | Gabriele Tarquini  | AGS-Ford         | 73     | 0      | DNF         | 24    | 1:37,216         |
| 08   | Andrea de Cesaris  | Dallara-Ford     | 70     | 0      | DNF         | 13    | 1:35,155         |
| 09   | Jonathan Palmer    | Tyrrell-Ford     | 69     | 0      | DNF         | 21    | 1:35,349         |
| –    | Gerhard Berger     | Ferrari          | 61     | 0      | DNF         | 08    | 1:35,930         |
| –    | Alex Caffi         | Dallara-Ford     | 52     | 1      | DNF         | 06    | 1:35,291         |
| –    | Nelson Piquet      | Lotus-Judd       | 52     | 0      | DNF         | 22    | 1:35,837         |
| –    | Stefan Johansson   | Onyx-Ford        | 50     | 0      | DNF         | 19    | 1:35,435         |
| –    | Luis Pérez-Sala    | Minardi-Ford     | 46     | 0      | DNF         | 20    | 1:39,506         |
| –    | Ayrton Senna       | McLaren-Honda    | 44     | 1      | DNF         | 01    | 1:33,969         |
| –    | Martin Brundle     | Brabham-Judd     | 43     | 0      | DNF         | 05    | 1:36,391         |
| –    | Stefano Modena     | Brabham-Judd     | 37     | 0      | DNF         | 07    | 1:36,213         |
| –    | Nigel Mansell      | Ferrari          | 31     | 0      | DNF         | 04    | 1:35,168         |
| –    | Pierluigi Martini  | Minardi-Ford     | 26     | 0      | DNF         | 15    | 1:38,135         |
| –    | Satoru Nakajima    | Lotus-Judd       | 24     | 0      | DNF         | 23    | 1:37,415         |
| –    | Ivan Capelli       | March-Judd       | 22     | 0      | DNF         | 11    | 1:36,722         |
| –    | Michele Alboreto   | Tyrrell-Ford     | 17     | 0      | DNF         | 09    | 1:36,140         |
| –    | Alessandro Nannini | Benetton-Ford    | 10     | 0      | DNF         | 03    | 1:37,134         |
| –    | Derek Warwick      | Arrows-Ford      | 7      | 0      | DNF         | 10    | 1:38,223         |
| –    | Philippe Alliot    | Lola-Lamborghini | 3      | 0      | DNF         | 12    | 1:38,690         |
| DSQ  | Maurício Gugelmin  | March-Judd       | 20     | 0      | –           | 18    | 1:38,762         |

## WM-Stände nach dem Rennen
Die ersten sechs des Rennens bekamen 9, 6, 4, 3, 2 bzw. 1 Punkt(e). In der Fahrerwertung wurden die besten elf Resultate, in der Konstrukteurswertung alle Resultate gewertet.

### Fahrerwertung
| Pos. | Fahrer             | Konstrukteur     | Punkte |
| ---- | ------------------ | ---------------- | ------ |
| 01   | Alain Prost        | McLaren-Honda    | 29     |
| 02   | Ayrton Senna       | McLaren-Honda    | 27     |
| 03   | Riccardo Patrese   | Williams-Renault | 12     |
| 04   | Nigel Mansell      | Ferrari          | 9      |
| 05   | Alessandro Nannini | Benetton-Ford    | 8      |
| 06   | Michele Alboreto   | Tyrrell-Ford     | 6      |
| 07   | Johnny Herbert     | Benetton-Ford    | 5      |
| 08   | Eddie Cheever      | Arrows-Ford      | 4      |
| 09   | Derek Warwick      | Arrows-Ford      | 4      |
| 10   | Thierry Boutsen    | Williams-Renault | 4      |
| 11   | Stefano Modena     | Brabham-Judd     | 4      |
| 12   | Maurício Gugelmin  | March-Judd       | 4      |
| 13   | Christian Danner   | Rial-Ford        | 3      |
| 14   | Alex Caffi         | Dallara-Ford     | 3      |
| 15   | Jonathan Palmer    | Tyrrell-Ford     | 1      |
| 16   | Martin Brundle     | Brabham-Judd     | 1      |

| Pos. | Fahrer                | Konstrukteur     | Punkte |
| ---- | --------------------- | ---------------- | ------ |
| 17   | Gabriele Tarquini     | AGS-Ford         | 1      |
| 18   | Olivier Grouillard    | Ligier-Ford      | 0      |
| 19   | Satoru Nakajima       | Lotus-Judd       | 0      |
| 20   | Andrea de Cesaris     | Dallara-Ford     | 0      |
| 21   | Ivan Capelli          | March-Judd       | 0      |
| 22   | Nelson Piquet         | Lotus-Judd       | 0      |
| 23   | Philippe Alliot       | Lola-Lamborghini | 0      |
| 24   | Nicola Larini         | Osella-Ford      | 0      |
| 25   | René Arnoux           | Ligier-Ford      | 0      |
| –    | Bernd Schneider       | Zakspeed-Yamaha  | 0      |
| –    | Pierluigi Martini     | Minardi-Ford     | 0      |
| –    | Gerhard Berger        | Ferrari          | 0      |
| –    | Luis Pérez-Sala       | Minardi-Ford     | 0      |
| –    | Yannick Dalmas        | Lola-Lamborghini | 0      |
| –    | Roberto Moreno        | Coloni-Ford      | 0      |
| –    | Pierre-Henri Raphanel | Coloni-Ford      | 0      |

### Konstrukteurswertung
| Pos. | Konstrukteur     | Punkte |
| ---- | ---------------- | ------ |
| 01   | McLaren-Honda    | 56     |
| 02   | Williams-Renault | 16     |
| 03   | Benetton-Ford    | 13     |
| 04   | Ferrari          | 9      |
| 05   | Arrows-Ford      | 8      |
| 06   | Tyrrell-Ford     | 7      |
| 07   | Brabham-Judd     | 5      |
| 08   | March-Judd       | 4      |
| 09   | Dallara-Ford     | 3      |

| Pos. | Konstrukteur     | Punkte |
| ---- | ---------------- | ------ |
| 10   | Rial-Ford        | 3      |
| 11   | AGS-Ford         | 1      |
| 12   | Ligier-Ford      | 0      |
| 13   | Lotus-Judd       | 0      |
| 14   | Lola-Lamborghini | 0      |
| 15   | Osella-Ford      | 0      |
| –    | Zakspeed-Yamaha  | 0      |
| –    | Minardi-Ford     | 0      |
| –    | Coloni-Ford      | 0      |